# Басетгорн
Басетгорн (нім. Bassethorn; англ. basset horn; фр. cor de basset; італ. corno di bassetto) — дерев'яний духовий музичний інструмент, різновид кларнета.

## Опис
Басетгорн є кларнетом, більшого розміру і вигнутий, проте має схожу з ним аплікатуру і технічну сторону; спосіб вдування повітря той же, що і у кларнеті. Басснтгорн, подібно до кларнета, має 15 отворів і клапани. Басетгорн — транспонуючий інструмент, як правило в строї F (рідко — в інших строях). На відміну від кларнета, має продовжений корпус із додатковими клапанами, що розширює його діапазон до ноти «до» малої октави по запису, таким чином загальний діапазон басетгорна за звучанням — від F до с3 і вище, залежно від майстерності виконавця.

## Історія
Найдавніший зі збережених зразків басетгорн належить роботі майстрів з Пассау Антона і Міхаеля Майргофер, датований приблизно 1760 роком.
В останній чверті XVIII століття басетгорн був досить популярним інструментом серед композиторів і виконавців. Цим інструментом віртуозно володів знаменитий австрійський кларнетист Антон Штадлер, чим надихнув Вольфганга Амадея Моцарта на написання Концерту для кларнета з оркестром, який спочатку призначався саме для басетгорн in G. Басетгорн зустрічаються і в інших творах Моцарта — «Масонська траурна музика», «Реквієм», низці камерних ансамблів. Концерти для басетгорн написали також Карл Стаміц і Генріх Бакофен.
З настанням епохи романтизму інтерес до басетгорна знизився. Фабрики музичних інструментів практично перестали їх виготовляти, композитори рідко включали в свої твори (наприклад, Людвіг ван Бетховен використовував басетгорн лише в одному зі своїх творів — балет «Творіння Прометея»). З помітних творів цього часу можна відзначити дві Концертні п'єси для кларнета, басетгорна і фортепіано Фелікса Мендельсона.
На початку XX століття Ріхард Штраус в пошуках нових тембрів ввів басетгорн в оркестр своєї опери «Електра», і надалі неодноразово використовував його в інших творах. З цього часу інтерес до басетгорна почав відроджуватися, однак цей інструмент залишився дещо в тіні інших представників сімейства кларнетів.
Зараз басетгорн використовується в основному в ансамблях, а також для «автентичного» виконання оркестрових партій. У практиці деяких виконавців зустрічається також сольне виконання на басетгорні.